# 1754

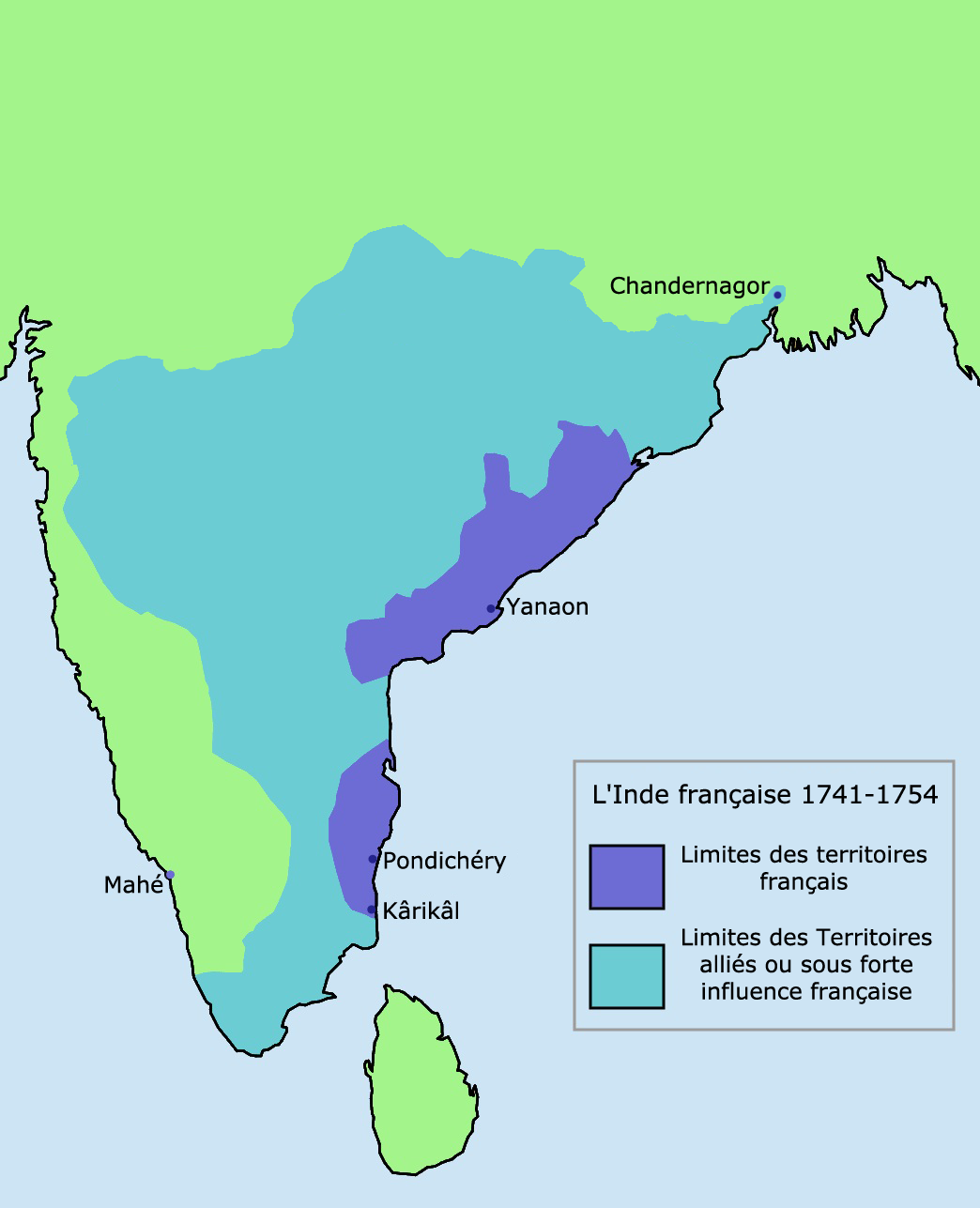
Frans Indië

Het jaar 1754 is het 54e jaar in de 18e eeuw volgens de christelijke jaartelling.

## Gebeurtenissen
mei
- 17 - De heren Bogel, Henning, graaf Van den Bergh en zijn raadsheer Roukens sluiten een overeenkomst tot het oprichten van een ijzerhut in Ulft. Het zal een van de eerste hoogovens van Nederland worden.
- 28 - Met de Slag van Jumonville begint de Franse en Indiaanse Oorlog tussen de Britse en Franse kolonisten in Noord-Amerika.

augustus
- augustus - De aartsbisschop van Parijs, Christophe de Beaumont, die in een heftig conflict is verwikkeld met het Parlement van Parijs, wordt door koning Lodewijk XV in "eervolle " ballingschap gestuurd - als deel van een schikking met het Parlement. Beaumont, eerlijk en recht in zijn schoenen, weigert echter elk vergelijk, zelfs vergezeld van aanlokkelijke vooruitzichten zoals een kardinaalshoed.

oktober
- 12 - De Franse gouverneur-generaal in Indië Dupleix wordt door Parijs teruggeroepen.

zonder datum
- Watersnoodramp Zwolle, Deventer en Arnhem na het doorbreken van de Rijn- en IJsseldijken.
- Verdrag van Turijn tussen Piëmont-Sardinië en de republiek Genève

## Bouwkunst

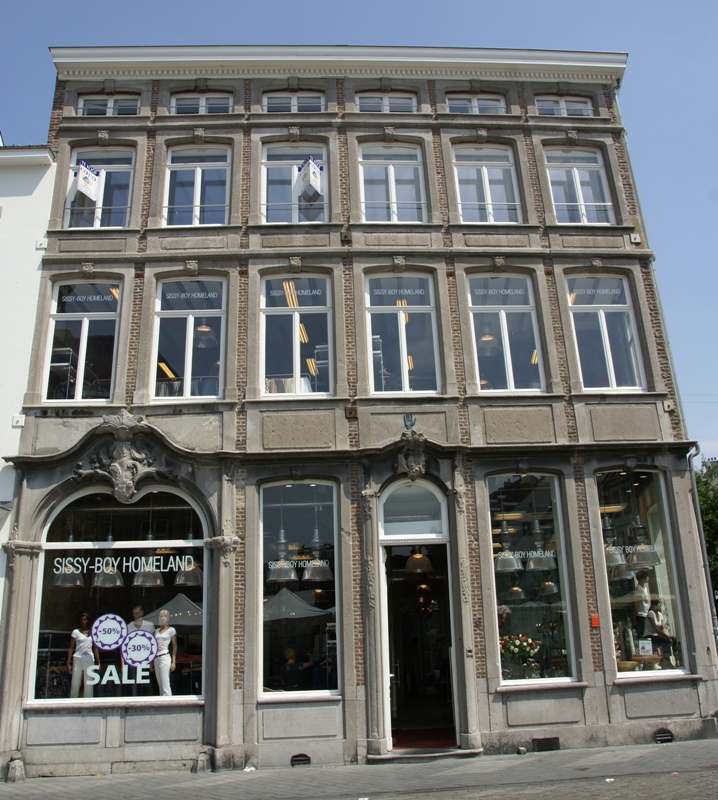
Woonhuis, Maastricht (1754)

## Geboren
januari
- 15 - Jacques Pierre Brissot, Frans journalist en politicus (overleden 1793)

februari
- 17 - Nicolas Baudin, Frans ontdekkingsreiziger (overleden 1803)
- 17 - Jan Jáchym Kopřiva, Boheems componist en organist (overleden 1792)

maart
- 17 - Madame Roland, Frans revolutionaire, salonnière en schrijfster (overleden 1793)

mei
- 2 - Vicente Martín y Soler, Spaans componist (overleden 1806)
- 7 - Joseph Joubert, Frans moralist en essayist (overleden 1824)
- 18 - Nikolaus Joseph Brahm, Duits entomoloog (overleden 1821)
- 31 - Andrea Appiani, Italiaans schilder (overleden 1817)

augustus
- 21 - William Murdoch, Schots ingenieur en uitvinder (overleden 1839)
- 23 - Lodewijk XVI, koning van Frankrijk (overleden 1793)

oktober
- 1 - Paul I van Rusland, tsaar van Rusland (overleden 1801)
- 2 - Louis de Bonald, Frans politicus, schrijver en filosoof (overleden 1840)

december
- 9 - Etienne Ozi, Frans componist en muziekpedagoog (overleden 1813)
- 24 - George Crabbe, Engels dichter (overleden 1832)

## Overleden
januari
- 7 januari - Anna Ruysch (87), Hollands kunstschilderes
- 10 januari - Daniël Raap (51), leider en woordvoerder den de Doelisten
- 28 januari - Ludvig Holberg (69), Deens-Noors schrijver

februari
- 5 februari - Nicolaus Cruquius (75), Nederlands waterbouwkundige en cartograaf

oktober
- 8 - Henry Fielding (47), Engels schrijver

november
- 12 - Jacob de Wit (59), Nederlands kunstschilder

december
- 13 - Mahmut I (58), sultan van het Osmaanse Rijk